# Cmentarz żydowski we Wrocławiu (ulica Gwarna)
Cmentarz żydowski – kirkut, który znajdował się we Wrocławiu przy ulicy Gwarnej. Częściowo zlikwidowany w latach 30. i ostatecznie w latach 50. XX wieku.

## Historia
Cmentarz został założony w 1761 roku i został powiększony w latach 1776 oraz 1807. W 1808 r. otoczono go murem, a w 1832 r. wybudowano na nim dom przedpogrzebowy. Cmentarz osiągnął wówczas powierzchnię 1,9 ha i kształt trójkąta. Zamknięty został w1856 roku, a później chowano wyłącznie w już istniejących grobach. Łącznie pochowano na nim ponad 4 tys. osób.
Po negocjacjach z gminą żydowską, w 1908 roku przedłużono ulicę Dworcową, dzieląc kirkut na dwie części, a szczątki z terenu budowanej ulicy przeniesiono do zachodniej części. Wschodnia część została zlikwidowana w 1937 roku i przeprowadzono na niej ekshumacje, gdy gmina sprzedała ją miastu. Reszta cmentarza uległa dewastacji w końcu lat 30. XX w., a w czasie II wojny światowej rozpoczęto na cmentarzu budowę schronu.
Druga część została zlikwidowana w okresie PRL, gdy w latach 50. XX w. usuwano powojenne ruiny, a zabytkowe nagrobki przeznaczono na materiał budowlany. W latach 60. na części terenu wybudowano bloki mieszkalne i korty tenisowe, a miesiąc po Marcu 1968 zlikwidowano wszystkie pozostałości cmentarza i zbudowano miejsca parkingowe, chodniki, garaże i postawiono śmietniki.
Do XXI wieku zachował się fragment muru cmentarza z 1908 r. od strony ul. Gwarnej i jedna macewa pochodząca z 1855 roku, znajdująca się na ścianie kościoła świętego Maurycego.
W 2000 r. uchwalony został miejscowy plan zagospodarowania przestrzennego, który przewidywał w miejscu dawnego cmentarza teren zielony i upamiętnienie jego istnienia. W związku z tym wzniesiony na pl. Konstytucji 3 Maja biurowiec Silver Tower Center zaprojektowano jako stojący ukośnie do ulicy.
W 2013 r. wyburzono garaże przy ul. Gwarnej i rozpoczęto budowę hotelu, gdyż prace archeologiczne miały wykazać brak śladów po cmentarzu. W 2017 r. znaleziono jednak szczątki i fragmenty sarkofagów. Działania na rzecz cmentarza prowadzi m.in. Fundacja Urban Memory.

## Pochowani
- Isaiah ben Juda Leib Berlin (1725-1799) – rabin[2]
- Joseph Jonas Fraenkel (1721-1796) – rabin[2]
- Aron Karfunkel (1762-1816) – rabin[2]
- Abraham ben Gedalia Tiktin (1764-1820) – rabin[2]
- Salomon Tiktin (1791-1843) – rabin[2]
- Joseph Jonas Fränckel (1773-1846) – filantrop[2]
- Jakob Philipp Silberstein (1786-1845) – fundator Synagogi pod Białym Bocianem[2]
- Elias Henschel (1755-1839) – humanista i lekarz[2]